# مايكل غلوس
إلسي أيجنر (بالألمانية: Michael Glos)؛ (14 ديسمبر 1944 -)، سياسي ألماني ينتمي إلى حزب حزب الاتحاد الاجتماعي المسيحي بولاية بافاريا (CSU) . شغل منصب وزير الاقتصاد والتكنولوجيا من 22 نوفمبر 2005 إلى 10 فبراير 2009.

## روابط خارجية
- مايكل غلوس على موقع مونزينجر (الألمانية)